# Patricia Burke
Patricia Burke (23 de março de 1917 — 23 de novembro de 2003) foi uma cantora inglesa, nascida na Itália. Também foi uma atriz de cinema, teatro e televisão. Era a filha da atriz Marie Burke e do ator Tom Burke.
Filmes mais conhecidos de Patricia Burke foram Lisbon Story (1946) e The Trojan Brothers (1946). Apareceu em vários episódios da série de televisão The Adventures of Robin Hood, entre 1955 e 1958.